# Маркович, Гордана
Гордана Маркович (серб. Гордана Марковић; род. 4 января 1951) — сербская шахматистка, международный мастер (1979) среди женщин.
Чемпионка Югославии (1977 — делёж первого места с Амалией Пихайлич, 1981). В составе сборной Югославии участница шести Олимпиад (1978—1980, 1984—1990; в 1990 году представляла 2-ю сборную). На 13-й Олимпиаде в Салониках (1988) команда заняла 3-е место.

## Изменения рейтинга
| Графики недоступны из-за технических проблем. См. информацию на Фабрикаторе и на mediawiki.org. |